# 格羅斯波因特
格羅斯波因特（Grosse Pointe）是位於美國密西根州底特律郊區韋恩郡的一個城市，在2010年人口普查時，格羅斯波因特有人口5,421人 。格羅斯波因特設村於1880年。